# Ik zie een ster
Ik zie een ster is een single van het Nederlandse duo Mouth & MacNeal. Het is niet afkomstig van een van hun weinige albums. Het werd korte tijd later wel de titel van een verzamelalbum van het duo. Ik zie een ster is een liefdesliedje over een twinkeling in de ogen van de ander na een fikse ruzie.

## Songfestival
Ik zie een ster was een inzending van het Nationaal Songfestival 1974 en even later van het Eurovisiesongfestival 1974, dat op 6 april in Brighton werd gehouden. Voor dat laatste werd een Engelstalige versie gezongen en opgenomen met de titel I see a star. Die versie werd derde. ABBA won het festival met Waterloo. Ik zie een ster werd de laatste grote hit van het duo en hun enige in het Verenigd Koninkrijk.

## Andere uitvoeringen
Er verschenen ook een Frans- en Duitstalige versie: L'amour au pas en Ein goldner Stern. Farce Majeure maakte nog een parodie op het nummer: Dit gaat te ver (over de misverstanden over Kiele kiele Koeweit).
B-kant Liefste was ook een inzending voor het nationale festival, maar werd tweede.

## Hitnotering
Het nummer haalde de diverse hitlijsten in België en Nederland. In Noorwegen stond het achttien weken achter elkaar in de Single Top 10.

### Veronica Top 40
| Hitnotering: week 11 t/m 25 | Hitnotering: week 11 t/m 25 | Hitnotering: week 11 t/m 25 | Hitnotering: week 11 t/m 25 | Hitnotering: week 11 t/m 25 | Hitnotering: week 11 t/m 25 | Hitnotering: week 11 t/m 25 | Hitnotering: week 11 t/m 25 | Hitnotering: week 11 t/m 25 | Hitnotering: week 11 t/m 25 | Hitnotering: week 11 t/m 25 | Hitnotering: week 11 t/m 25 | Hitnotering: week 11 t/m 25 | Hitnotering: week 11 t/m 25 | Hitnotering: week 11 t/m 25 | Hitnotering: week 11 t/m 25 | Hitnotering: week 11 t/m 25 |
| Week:                       | 1                           | 2                           | 3                           | 4                           | 5                           | 6                           | 7                           | 8                           | 9                           | 10                          | 11                          | 12                          | 13                          | 14                          | 15                          |                             |
| --------------------------- | --------------------------- | --------------------------- | --------------------------- | --------------------------- | --------------------------- | --------------------------- | --------------------------- | --------------------------- | --------------------------- | --------------------------- | --------------------------- | --------------------------- | --------------------------- | --------------------------- | --------------------------- | --------------------------- |
| Positie:                    | 37                          | 24                          | 17                          | 10                          | 5                           | 4                           | 3                           | 3                           | 3                           | 5                           | 8                           | 13                          | 22                          | 31                          | 37                          | uit                         |

### NederlandseDaverende 30
| Hitnotering: 23-3-1974 t/m 31-5-1974 | Hitnotering: 23-3-1974 t/m 31-5-1974 | Hitnotering: 23-3-1974 t/m 31-5-1974 | Hitnotering: 23-3-1974 t/m 31-5-1974 | Hitnotering: 23-3-1974 t/m 31-5-1974 | Hitnotering: 23-3-1974 t/m 31-5-1974 | Hitnotering: 23-3-1974 t/m 31-5-1974 | Hitnotering: 23-3-1974 t/m 31-5-1974 | Hitnotering: 23-3-1974 t/m 31-5-1974 | Hitnotering: 23-3-1974 t/m 31-5-1974 | Hitnotering: 23-3-1974 t/m 31-5-1974 | Hitnotering: 23-3-1974 t/m 31-5-1974 |
| Week:                                | 1                                    | 2                                    | 3                                    | 4                                    | 5                                    | 6                                    | 7                                    | 8                                    | 9                                    | 10                                   |                                      |
| ------------------------------------ | ------------------------------------ | ------------------------------------ | ------------------------------------ | ------------------------------------ | ------------------------------------ | ------------------------------------ | ------------------------------------ | ------------------------------------ | ------------------------------------ | ------------------------------------ | ------------------------------------ |
| Positie:                             | 23                                   | 11                                   | 5                                    | 4                                    | 3                                    | 3                                    | 7                                    | 7                                    | 9                                    | 21                                   | uit                                  |

### BelgischeBRT Top 30
| Hitnotering: 13-4-1974 t/m | Hitnotering: 13-4-1974 t/m | Hitnotering: 13-4-1974 t/m | Hitnotering: 13-4-1974 t/m | Hitnotering: 13-4-1974 t/m | Hitnotering: 13-4-1974 t/m | Hitnotering: 13-4-1974 t/m | Hitnotering: 13-4-1974 t/m | Hitnotering: 13-4-1974 t/m | Hitnotering: 13-4-1974 t/m | Hitnotering: 13-4-1974 t/m | Hitnotering: 13-4-1974 t/m |
| Week:                      | 1                          | 2                          | 3                          | 4                          | 5                          | 6                          | 7                          | 8                          | 9                          | 10                         |                            |
| -------------------------- | -------------------------- | -------------------------- | -------------------------- | -------------------------- | -------------------------- | -------------------------- | -------------------------- | -------------------------- | -------------------------- | -------------------------- | -------------------------- |
| Positie:                   | 29                         | 6                          | 4                          | 6                          | 3                          | 5                          | 6                          | 9                          | 15                         | 22                         | uit                        |

### Britse Single Top 40
| Hitnotering: 4-5-1974 t/m 13-7-1974 | Hitnotering: 4-5-1974 t/m 13-7-1974 | Hitnotering: 4-5-1974 t/m 13-7-1974 | Hitnotering: 4-5-1974 t/m 13-7-1974 | Hitnotering: 4-5-1974 t/m 13-7-1974 | Hitnotering: 4-5-1974 t/m 13-7-1974 | Hitnotering: 4-5-1974 t/m 13-7-1974 | Hitnotering: 4-5-1974 t/m 13-7-1974 | Hitnotering: 4-5-1974 t/m 13-7-1974 | Hitnotering: 4-5-1974 t/m 13-7-1974 | Hitnotering: 4-5-1974 t/m 13-7-1974 | Hitnotering: 4-5-1974 t/m 13-7-1974 |
| Week:                               | 1                                   | 2                                   | 3                                   | 4                                   | 5                                   | 6                                   | 7                                   | 8                                   | 9                                   | 10                                  |                                     |
| ----------------------------------- | ----------------------------------- | ----------------------------------- | ----------------------------------- | ----------------------------------- | ----------------------------------- | ----------------------------------- | ----------------------------------- | ----------------------------------- | ----------------------------------- | ----------------------------------- | ----------------------------------- |
| Positie:                            | 43                                  | 42                                  | 29                                  | 18                                  | 12                                  | 8                                   | 10                                  | 15                                  | 29                                  | 41                                  | uit                                 |

### NPO Radio 2 Top 2000
| Nummer met noteringen in de NPO Radio 2 Top 2000 | '99  | '00  |
| ------------------------------------------------ | ---- | ---- |
| Ik zie een ster                                  | 1697 | 1779 |

1. ↑  Een vetgedrukt getal geeft de hoogste notering aan.
2. ↑  Deze tabel is bijgewerkt tot en met de laatste editie (2024).

1956: De vogels van Holland / Voorgoed voorbij · 1957: Net als toen · 1958: Heel de wereld · 1959: 'n Beetje · 1960: Wat een geluk · 1961: Wat een dag · 1962: Katinka · 1963: Een speeldoos · 1964: Jij bent mijn leven · 1965: 't Is genoeg · 1966: Fernando en Filippo · 1967: Ring-dinge-ding · 1968: Morgen · 1969: De troubadour · 1970: Waterman · 1971: Tijd · 1972: Als het om de liefde gaat · 1973: De oude muzikant · 1974: Ik zie een ster · 1975: Ding-a-dong · 1976: The party's over · 1977: De mallemolen · 1978: 't Is O.K. · 1979: Colorado · 1980: Amsterdam · 1981: Het is een wonder · 1982: Jij en ik · 1983: Sing me a song · 1984: Ik hou van jou · 1986: Alles heeft ritme · 1987: Rechtop in de wind · 1988: Shangri-la · 1989: Blijf zoals je bent · 1990: Ik wil alles met je delen · 1992: Wijs me de weg · 1993: Vrede · 1994: Waar is de zon · 1996: De eerste keer · 1997: Niemand heeft nog tijd · 1998: Hemel en aarde · 1999: One good reason · 2000: No goodbyes · 2001: Out on my own · 2003: One more night · 2004: Without you · 2005: My impossible dream · 2006: Amambanda · 2007: On top of the world · 2008: Your heart belongs to me · 2009: Shine · 2010: Ik ben verliefd (sha-la-lie) · 2011: Never alone · 2012: You and me · 2013: Birds · 2014: Calm after the storm · 2015: Walk along · 2016: Slow down · 2017: Lights and shadows · 2018: Outlaw in 'em · 2019: Arcade · 2020: Grow · 2021: Birth of a new age · 2022: De diepte · 2023: Burning daylight · 2024: Europapa